# Скуби-Ду и легенда о вампире
«Скуби-Ду и легенда о вампире» (англ. Scooby-Doo & The Legend Of The Vampire) — рисованный полнометражный мультфильм 2003 года из серии Скуби-Ду.
«Легенда о вампире» стала первой сольной анимационной работой Джозефа Барберы, без его давнего партнёра Уильяма Ханны, который умер в 2001 году, и одним из двух мультфильмов о Скуби-Ду, в которых воссоединился главный актёрский состав из мультсериала — «Скуби-Ду, где ты!», озвучивавших человеческих персонажей, в который входили Фрэнк Уэлкер, Кейси Кейсем, Николь Джаффе и Хизер Норт. После смерти Дона Мессика в 1997 году, Уэлкер начал озвучивать Скуби-Ду (в дополнение к озвучиванию Фреда Джонса).

## Сюжет
Музыка, тайны и легендарный австралийский вампир ждут Скуби-Ду в очередном умопомрачительном путешествии из знаменитой мультипликационной серии.
На каникулах в Австралии Скуби-Ду и его друзья — Шэгги, Велма, Дафна и Фред — отправляются на музыкальный фестиваль «Вампирский Рок». Там они встречают знакомых — это девушки Торн, Луна и Даск — группа «Ведьмы», приехавшие выступить на фестивале. (Знакомство с группой было в «Скуби-Ду и призрак ведьмы»).
Но концерт оказывается в опасности после того, как компания узнаёт, что легендарное австралийское чудище Йови Йаху и три духа поменьше похищают исполнителей и те бесследно исчезают. Друзья проводят расследование и узнают, кто в реальности являются похитителями…

## Роли озвучивали
- Кейси Кейсем — Шэгги Роджерс
- Фрэнк Уэлкер — Скуби-Ду / Фред
- Николь Джаффе — Велма
- Хизер Норт — Дафна
- Джефф Беннетт — Джаспер / Джек
- Кимберли Брукс — Луна
- Дженнифер Хейл — Торн / Квин
- Том Кенни — Гарри / Барри
- Фил Ламарр — Дэниэл / Кинг
- Кевин Майкл Ричардсон — Малколм / Йови Йаху
- Джейн Уидлин — Даск
- Коллин О’Шонесси — дополнительные голоса (в титрах не указана)

## Факты
- Мультфильм посвящается продюсеру Уильяму Ханне и памяти аниматора Боба Онорато — в титрах написано: «Dedicated to William Hanna» (с англ. — «Посвящается Уильяму Ханне») и «In Memory of Bob Onorato (1954—2002)» (с англ. — «В память о Бобе Онорато (1954—2002)»).